# Koningsdag 2020
Koningsdag 2020 was in het Koninkrijk der Nederlanden een nationale feestdag, gevierd op 27 april 2020 ter ere van de 53ste verjaardag van koning Willem-Alexander. In verband met de coronacrisis kon de feestdag niet op de normale manier gevierd worden en werd de feestdag ook wel 'Woningsdag' genoemd.

## Viering
Oorspronkelijk zou de koning een bezoek in Maastricht afleggen. Nadat Nederland halverwege maart te maken kreeg met maatregelen om de verspreiding van het coronavirus in te dammen, werd besloten dat het bezoek aan Maastricht niet doorging. Ook concerten, de vrijmarkten en de Koningsspelen werden afgelast.
De Oranjebond kwam met een alternatief programma, genaamd 'Koningsdag Thuis'. Zo zouden alle kerkklokken tegelijk luiden en zou iedereen tegelijk het Wilhelmus moeten zingen. Ook kwam er een online vrijmarkt en maakte de NOS speciale uitzendingen.